# 黃俊 (騎師)
黃俊（英語：Victor Wong Chun；1993年9月7日—），是前香港賽馬會所屬自由身騎師，曾跟隨練馬師苗禮德學藝。2022/2023年度馬季，黃俊於馬季完結後掛靴並轉任廖康銘馬房高級策騎員，結束在港6季的策騎生涯。

## 經歷
黃俊於18歲時加入香港賽馬會見習騎師學校，其後於2014年6月往澳洲塔斯曼尼亞省實習。2015年1月，黃俊首度於塔斯曼尼亞省出賽，並跟隨當地練馬師頂尖Leon Wells學藝，他在當地合共取得45場頭馬勝仗。2017年1月，黃俊轉往南澳洲跟隨著名練馬師佐利的馬房繼續學習，並取得75場頭馬勝仗。2018年3月，黃俊返港後則隸屬練馬師苗禮德馬房學藝。

### 2017/2018年度馬季
2018年2月8日，黃俊獲香港賽馬會發出見習騎師牌照，准許他在2018年3月25日沙田賽馬日起在港策騎出賽，但在獲得管理層批准前，暫不可於跑馬地馬場賽事上陣。
2018年3月25日，黃俊首次以見習騎師身份在沙田馬場上陣，正式展開在港的策騎事業。黃俊當日獲安排策騎「欖球鑽石」、「金湶德」及「快樂神駒」三匹坐騎。
2018年4月2日，黃俊在沙田馬場第五場賽事策騎容天鵬馬房的「必得勝」，座騎在他胯下於直路尾段鬥贏莫雷拉的大熱門「精算閃擊」，最終「必得勝」以一個馬位勝出，為黃俊帶來在港首場勝仗外，更為他攻下個人在港首項盃賽錦標獅子會盃。同日，黃俊分別憑策騎約翰摩亞馬房的「猛闖」及沈集成馬房的「按得澄」跑入一席第二，取得不俗的成績。
2018年4月21日，黃俊在沙田馬場先後憑策騎方嘉柏馬房的「自由旺」及葉楚航馬房的「贏馬神器」取勝，個人首度在港「起孖」。
2018年4月29日，黃俊在沙田馬場第三場賽事憑策騎其師傅苗禮德馬房的「鋒芒畢露」勝出，師徒合作下首度贏得頭馬。
2018年5月6日，黃俊獲香港賽馬會管理層接納其師傅苗禮德的請求，准許他由5月16日起在跑馬地馬場策騎出賽。

### 2018/2019年度馬季
2018年10月18日，黃俊於跑馬地馬場第三場賽事憑策騎「川河領駒」勝出其在港第20場頭馬，使他日後在一般讓磅賽事獲減至讓7磅優惠。
2019年1月30日，黃俊於跑馬地馬場大發神威，先後憑策騎「大運舞台」、「永益善」、「安騏」及「實力飛駒」獲勝，個人在港首次豪取四捷，並首度封騎師王。
2019年3月27日，黃俊於跑馬地馬場第七場賽事憑策騎「實力飛駒」勝出其在港第45場頭馬，使他日後在一般讓磅賽事獲減至讓5磅優惠。
2019年5月29日晨課期間，黃俊策騎「豪霸」操練完畢後，冷不防被當時拋下騎師走脫的「鑽飾飛龍」從後撞至墮地受傷，其後他被送往醫院。及後黃俊被證實頭部、背部及胸部均受傷，留院三周後出院休養，並於2020年2月23日才可以恢復出賽。

### 2020/2021年度馬季
2021年3月12日，因黃俊已年滿27歲但仍未畢業，牌照委員會同意向黃俊發給2020/2021年度馬季餘下時間的自由身騎師牌照，有效期由2021年3月14日開始。黃俊可繼續獲減五磅，直至他在香港勝出第七十場頭馬為止，屆時他所獲減磅將調低至三磅。
在該季，黃俊陷於苦戰，幾經努力但遲遲亦未能贏得季內首場頭馬。直至2021年7月14日馬季煞科日，他在跑馬地馬場第二場賽事憑策騎徐雨石馬房的「有苗頭」以3.9倍大熱門勝出五班1000米草地賽事，贏得該季唯一一場頭馬。

### 2022/2023年度馬季
2022年10月12日，黃俊憑策騎黎昭昇馬房的「旋里多彩」以3個馬位大勝而回，打開其季內勝利之門外，亦替練馬師黎昭昇取得在港從練首場頭馬。
2023年5月9日，黃俊向傳媒表示因傷患長期困擾導致缺乏支持，故他決此轉為幕後，不會申請2023/2024年度騎師牌照，結束其在港六季的策騎生涯。黃俊將會於2023/2024年度轉職新來港練馬師廖康銘馬房的騎馬人。
黃俊在港策騎合共勝出64場頭馬，其策騎生涯最後一場頭馬於2022年10月12日憑策騎黎昭昇馬房的「旋里多彩」取得。

## 主要勝出賽事
香港
- 獅子會盃  - (1) -  必得勝 (2018)

- 施偉賢盃 - (1) - 惜多福 (2018)

- 公益金盃  - (1) - 積極皇 (2018)

- 印度遊樂會挑戰盃 - (1) -  衝亞 (2019)

- 韓國馬事會錦標 - (1) -  紅旗星將 (2019)

- 夏佳理錦標 - (1) - 萬事叻 (2019)

## 在港策騎成績
| 年度        | 冠 | 亞 | 季 | 殿 | 第五 | 出賽次數 | 所贏獎金（港元） | 備註     |
| ----------- | -- | -- | -- | -- | ---- | -------- | ---------------- | -------- |
| 2017 - 2018 | 13 | 12 | 13 | 13 | 8    | 145      | $ 14,269,950     | 策騎首季 |
| 2018 - 2019 | 38 | 26 | 33 | 16 | 31   | 346      | $ 39,042,125     | 第2季    |
| 2019 - 2020 | 9  | 7  | 8  | 14 | 6    | 190      | $ 9,261,815      | 第3季    |
| 2020 - 2021 | 1  | 5  | 7  | 11 | 13   | 233      | $ 4,083,000      | 第4季    |
| 2021 - 2022 | 2  | 5  | 6  | 6  | 8    | 136      | $ 4,781,925      | 第5季    |
| 2022 - 2023 | 1  | 3  | 2  | 5  | 2    | 92       | $ 2,232,900      | 第6季    |
| 總計        | 64 | 58 | 69 | 65 | 68   | 1,142    | $ 73,671,715     |          |

## 在港策騎資料
|                      | 日期          | 賽事                      | 場地 | 馬場       | 馬名     | 練馬師   | 名次 | 獨贏賠率 |
| -------------------- | ------------- | ------------------------- | ---- | ---------- | -------- | -------- | ---- | -------- |
| 初出賽               | 2018年3月25日 | 第五班 - 1200米           | 泥地 | 沙田馬場   | 欖球鑽石 | 苗禮德   | 8    | 7.1      |
| 首勝利               | 2018年4月2日  | 第三班 - 1200米           | 草地 | 沙田馬場   | 必得勝   | 容天鵬   | 1    | 3.7      |
| 級際賽初出賽         | 2022年1月5日  | 三級賽 - 1800米（一月盃） | 草地 | 跑馬地馬場 | 駿龍駒   | 大衛希斯 | 11   | 87       |
| 級際賽首勝利         | —             | —                         | —    | —          | —        | —        | —    | —        |
| 一級賽初出賽         | —             | —                         | —    | —          | —        | —        | —    | —        |
| 一級賽首勝利         | —             | —                         | —    | —          | —        | —        | —    | —        |
| 四歲系列經典賽初出賽 | —             | —                         | —    | —          | —        | —        | —    | —        |
| 四歲系列經典賽首勝利 | —             | —                         | —    | —          | —        | —        | —    | —        |

## 個人生活
黃俊已婚，並與其太太育有一名兒子Damon。 